# 吉特里省
5°31′N 5°14′W / 5.517°N 5.233°W

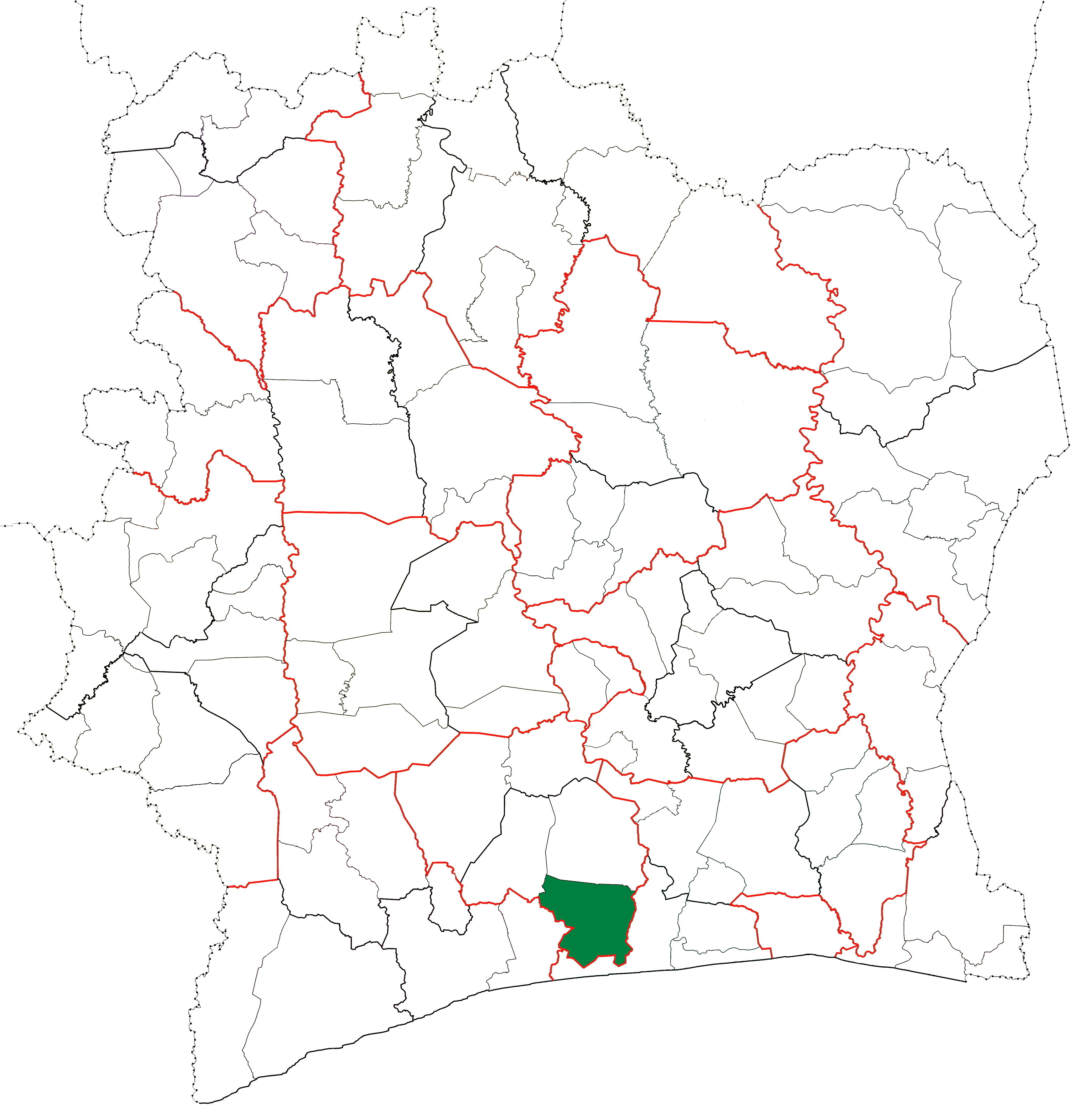

吉特里省（Guitry Department），是科特迪瓦的省份，位於該國南部戈吉布阿區，由洛吉布瓦大區負責管轄，北面是迪沃省，成立於2009年，2014年該城鎮人口146,748。